# Cleidopus gloriamaris
A Cleidopus gloriamaris a sugarasúszójú halak (Actinopterygii) osztályának nyálkásfejűek (Beryciformes) rendjébe, ezen belül a tobozhalak (Monocentridae) családjába tartozó faj.
Nemének az egyetlen faja.

## Előfordulása
A Cleidopus gloriamaris előfordulási területe az Indiai-óceán és a Csendes-óceán határa, Ausztrália közelében.

## Megjelenése
Ez a halfaj elérheti a 22 centiméteres hosszúságot. A hátúszóján 5-7 tüske és 12 sugár van, míg a farok alatti úszóján nincs tüske, viszont 11-12 sugár látható. A pikkelyei csontos lemezekké alakultak át, melyek a fejétől egészen a farokúszótövéig beborítják testét. Az alapszíne a világos sárgától egészen a piszkos fehéresig változik; a lemezek peremén fekete szegélyek húzódnak, ilyenformán hálózatos mintát képezve. Az állkapcsán (mandibula) halvány biolumineszcenciára képes szerv van.

## Életmódja
Trópusi mélytengeri hal, amely a korallzátonyokon vagy azok közelében, 6-200 méteres mélységekben tartózkodik. A vízalatti sziklák peremén vagy barlangokban él. Néha a homokba is elássa magát.

## Felhasználása
Érdekes kinézete miatt a városi akváriumok tartják.

## Képek

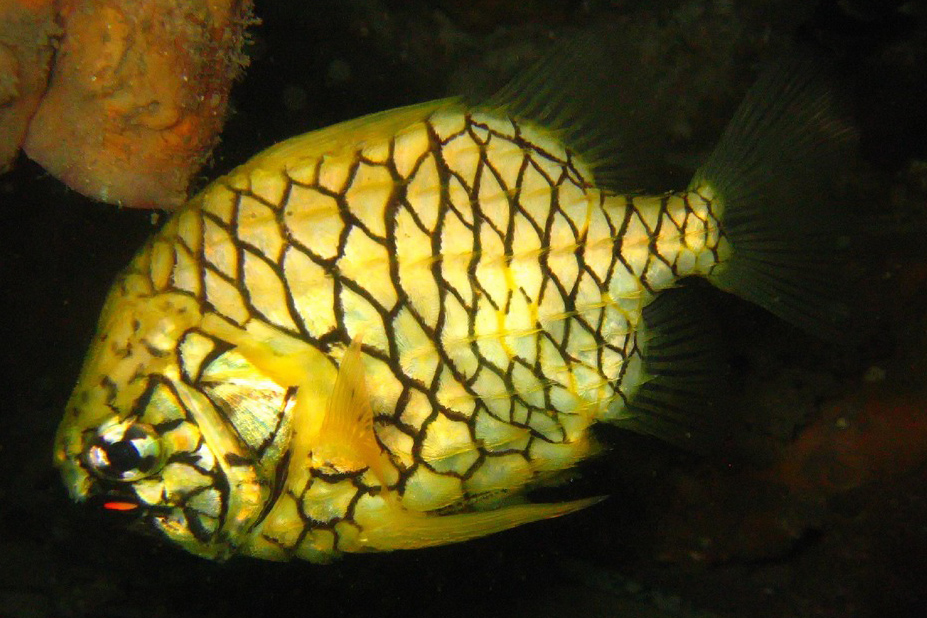
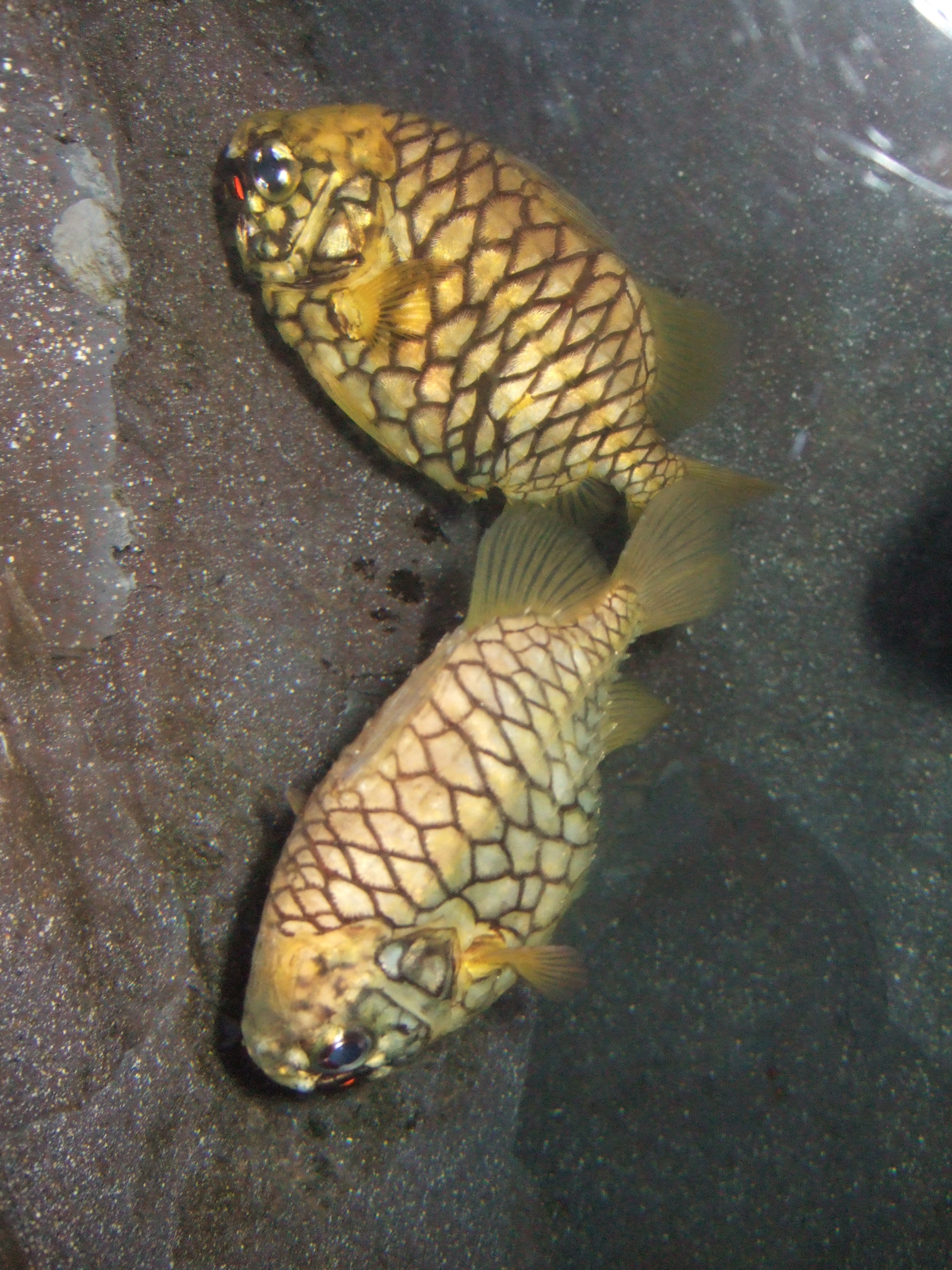
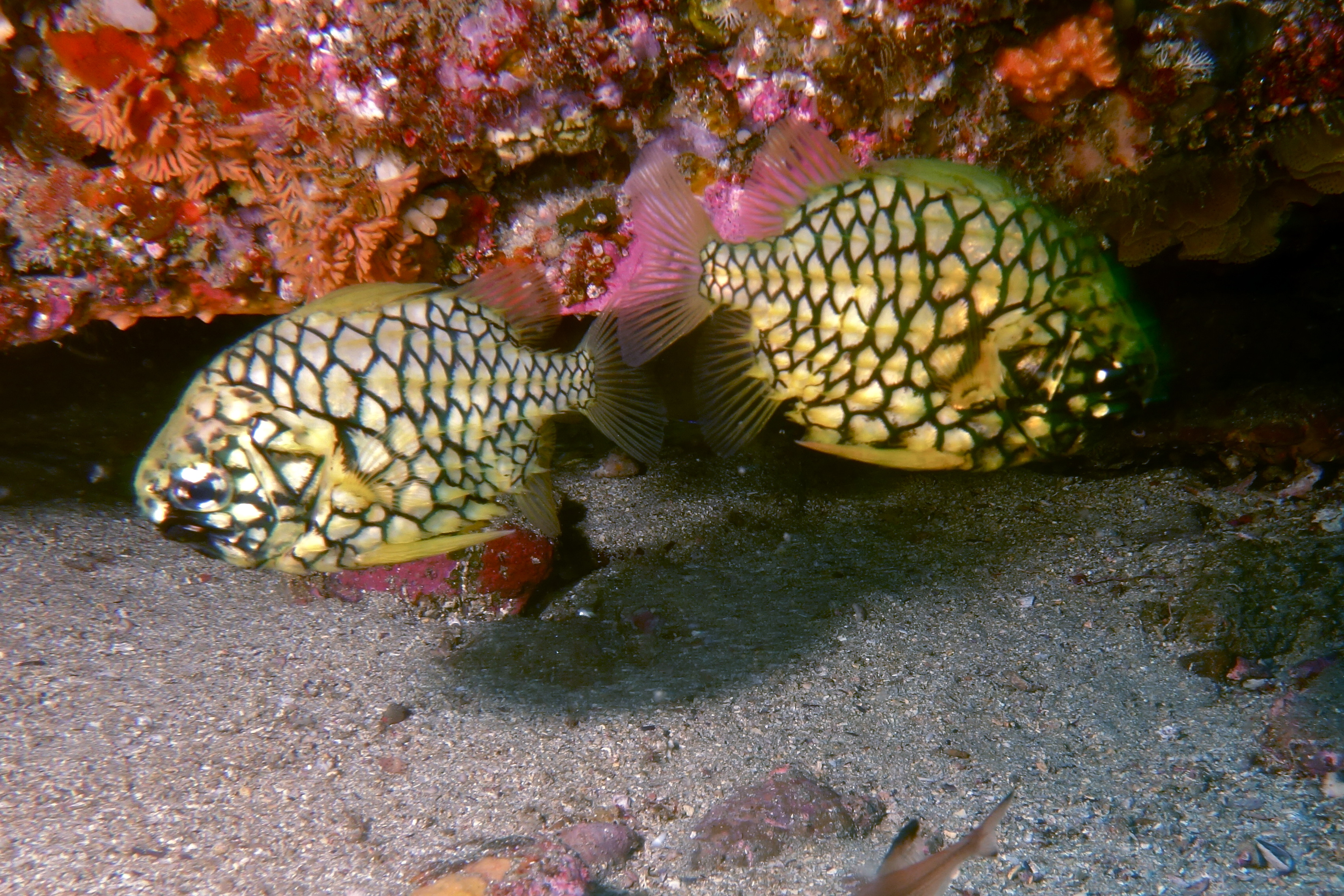